# Philotherma heringi
Philotherma heringi is een vlinder uit de familie spinners (Lasiocampidae). De wetenschappelijke naam van deze soort is voor het eerst geldig gepubliceerd in 1942 door Szent-Ivány.
De soort komt voor in tropisch Afrika.